# Rutas de América 2012

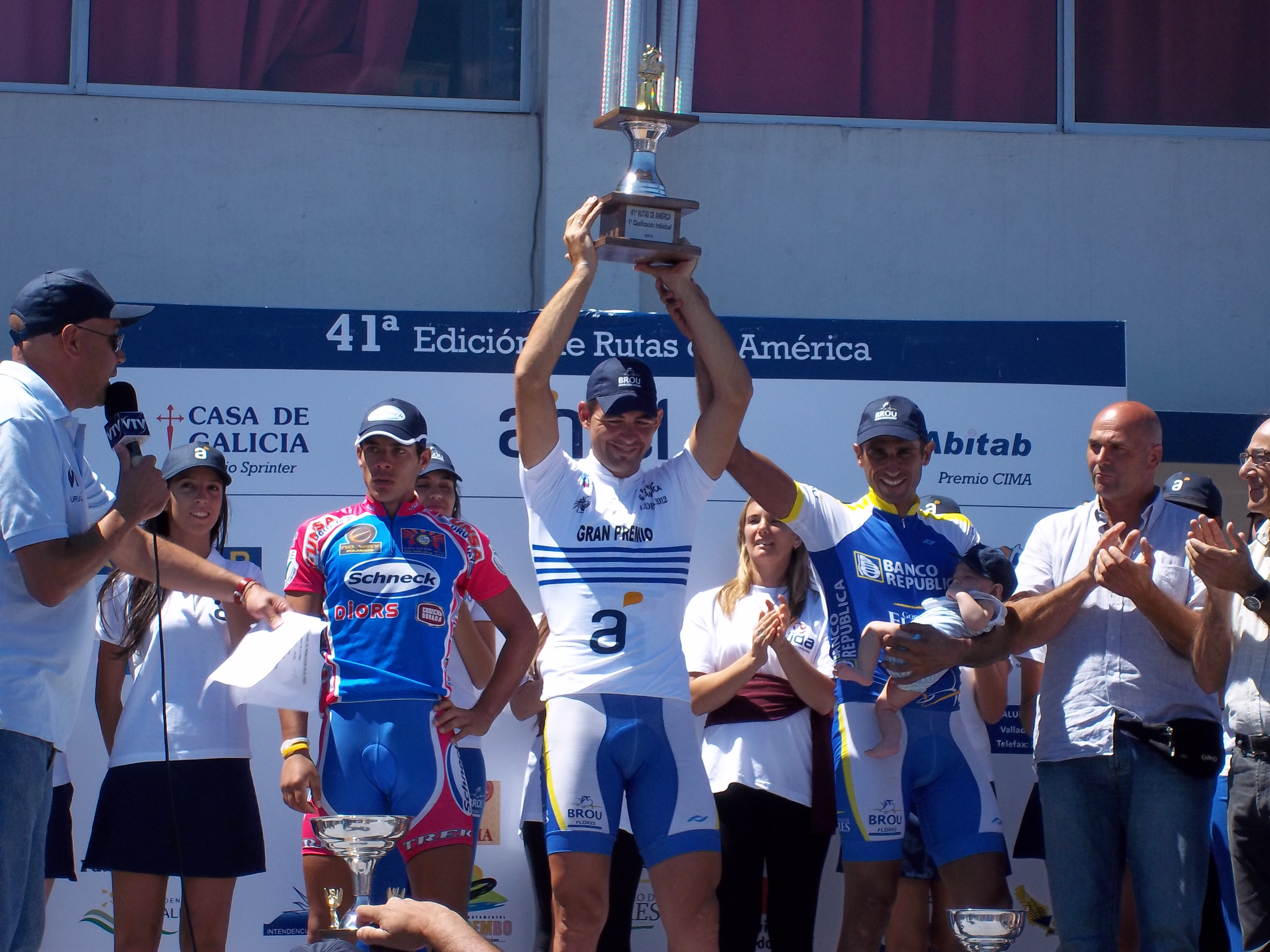
Jorge Soto, alzando el trofeo como vencedor de "Rutas de América 2012".

La 41ª edición de Rutas de América (denominada Gran Premio Antel), se disputó desde el 21 hasta el 26 de febrero de 2012.
Incluida en el UCI America Tour por cuarto año consecutivo, fue la decimoprimer carrera de dicha competición. Constó de 6 etapas con un trazado similar a la edición anterior y siendo la 4ª con doble sector (el segundo tramo una contrarreloj), para totalizar 917 km.
El ganador por segundo año consecutivo fue Jorge Soto del equipo BROU-Flores (Porongos). Lo acompañaron en el podio Matías Presa (Alas Rojas de Santa Lucía) y en principio Matías Médici, compañero de Soto. Cuatro meses después se supo que Médici había dado positivo de EPO, siendo suspendido y retirados sus resultados desde el 21 de febrero, con lo cual finalmente Álvaro Tardáguila fue tercero.
El equipo BROU-Flores, se quedó con la mayoría de las clasificaciones ya que también ganaron por equipos y Soto además de ganar la general ganó la clasificación de la regularidad y las metas cima. Álvaro Tardáguila del Amanecer triunfó en las metas Sprint y Alan Presa fue el mejor sub-23.

## Equipos participantes

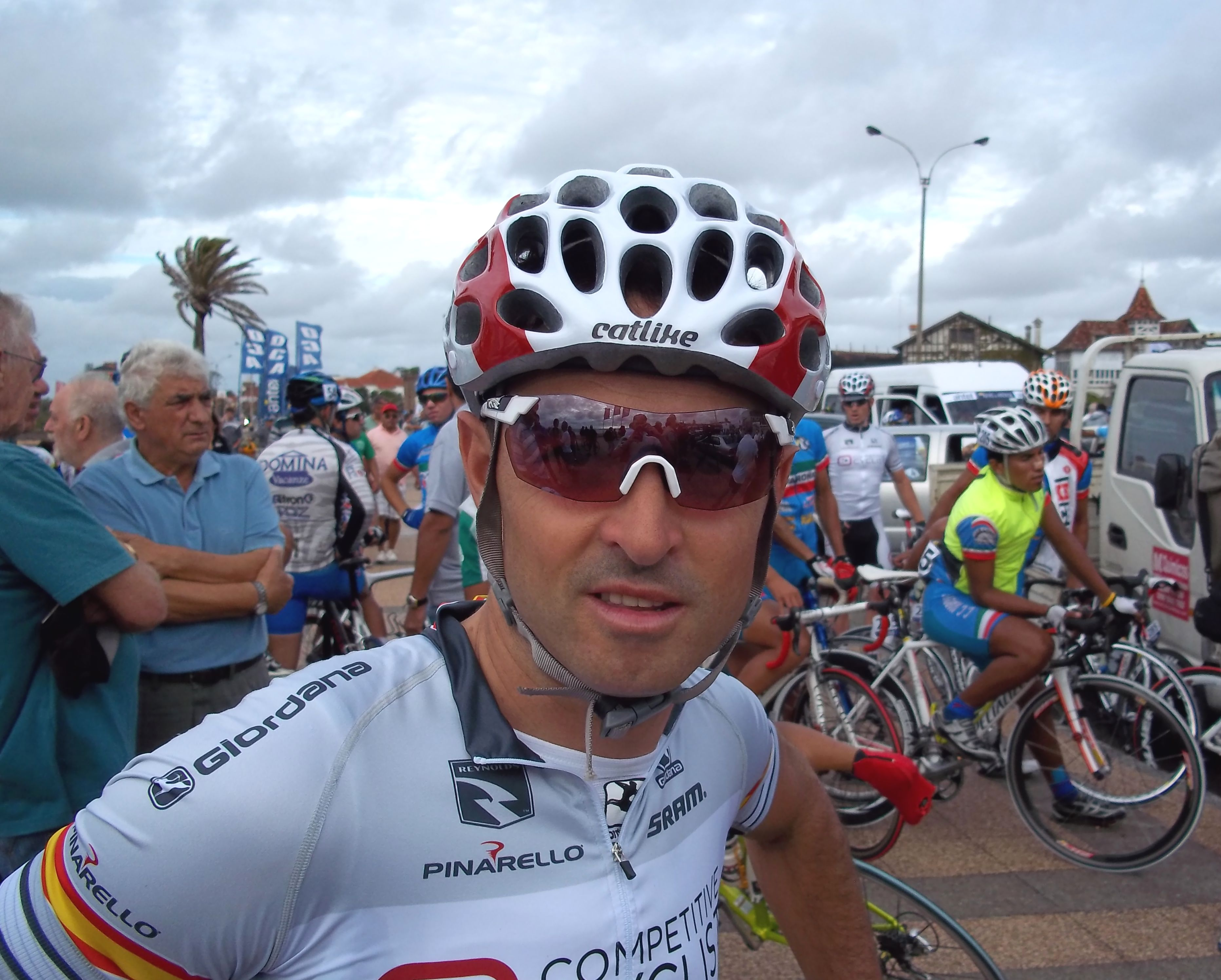
Francisco Mancebo, figura destacada del pelotón

Participaron 21 equipos locales y 8 extranjeros, llegando a un total de 157 los competidores que iniciaron la carrera y siendo 73 los que la concluyeron. De los 8 equipos extranjeros, 3 de ellos fueron de categoría Continental. Estos eran el Real Cycling Team de Brasil, el Start Cycling de Paraguay y Competitive Cyclist de Estados Unidos, donde se destacacó la presencia del español Francisco "Paco" Mancebo.
| - Competitive Cyclist Racing Team - Real Cycling Team - Start Cycling Team-Atacama Flowery Desert - Avaí - São Francisco Saúde-Ribeirao Preto - Selección de Santa Catarina sub-23 - Acme Cycling - Selección de Estados Unidos sub-23 | - Club Ciclista Fénix - Club Ciclista Amanecer - Club Atlético Villa Teresa - Club Ciclista Maroñas - Club Ciclista Cruz del Sur - Club Ciclista Belo Horizonte - Club Ciclista Arco Iris - Club Atlético Progreso - Federación de Montevideo - Alas Rojas - Porongos - Club Ciclista Cerro Largo - Federación de Flores - Estación de Minas - San Antonio de Florida - Paso de los Toros Siglo XXI - Estudiantes El Colla - Artigas de San Ramón - Platense de Tacuarembó - Peñarol de Tacuarembó - Peñarol de Maldonado |

## Etapas
Se realizó el mismo recorrido de la edición 2011, con la diferencia que la contrarreloj se adelantó a la 4.ª etapa y su trayecto fue más corto (17,2 km).
Iniciando en Montevideo, las dos primeras etapas recorrieron el este y noreste de país transitando por las zonas serranas de la Sierra de las Ánimas y la Cuchilla Grande. Con terreno más plano a partir de la 3ª etapa, se arribó a la ciudad de Paso de los Toros, a orillas del Río Negro, donde se disputó la contrarreloj en un trayecto ida y vuelta desde la ciudad hasta la represa hidroeléctrica de Rincón del Bonete.
| Etapa | Fecha | Recorrido                             | km         | Ganador            | Líder         |
| 1ª    | 21/2  | Montevideo-Minas                      | 146,1      | Mike Olheiser      | Mike Olheiser |
| 2ª    | 22/2  | José Pedro Varela-Treinta y Tres-Melo | 150,3      | Jorge Soto         | Jorge Soto    |
| 3ª    | 23/2  | Ramón Trigo-Tacuarembó                | 154,2      | Francisco Chamorro | Jorge Soto    |
| 4ªa   | 24/2  | Tacuarembó-Paso de los Toros          | 140,3      | Francisco Chamorro | Jorge Soto    |
| 4ªb   | 24/2  | Paso de los Toros-Rincón del Bonete   | 17,2 (CRI) | Matías Presa       | Matías Presa  |
| 5ª    | 25/2  | Paso de los Toros-Durazno-Trinidad    | 105,3      | Kleber Ramos       | Jorge Soto    |
| 6ª    | 26/2  | Trinidad-Montevideo                   | 203,6      | Cristian Clavero   | Jorge Soto    |

1. ↑  El ganador de la etapa fue Matías Médici pero fue descalificado tras dar positivo de EPO.

## Desarrollo general
Un poco como se preveía la dureza de las primeras 2 etapas hicieron una selección natural donde prácticamente sólo quedaron 14 ciclistas con opción a la victoria final. En la 1ª etapa el equipo estadounidense del Competitive Cyclist sorprendió lanzando en solitario a Mike Olheiser a falta de 45 km para el final, cuando comenzó el sube y baja de la ruta 60 entre Pan de Azúcar y Minas. Olheiser obtuvo diferencias de hasta 1' 40" mientras el pelotón no se preocupaba por la fuga. Cuando éstos reaccionaron y comenzaron la persecución, el pelotón comenzó a fracturarse y perder unidades hasta que sólo quedaron 14 ciclistas detrás del estadounidense. Entre ellos estaban los locales Soto, Tardáguila, Médici, De Fino, Matías Presa, Pablo Pintos, Ignacio Maldonado y Gonzalo Tagliabúe; los brasileños Eriberto Rodrígues, Thiago Nardin y Alex Diniz; los compañeros del fugado Mancebo y Beyer más el sub-23 de Estados Unidos Tyler Magner. De todas formas y gracias al viento a favor Olheiser pudo mantenerse y llegar con 8" a meta ganando la etapa y convirtiéndose en el primer líder.
La 2ª etapa con el terreno de subidas y bajadas desde Treinta y Tres a Melo, nuevamente se presentó una batalla constante por hacer diferencias. Los equipos locales lanzaron varios ataques y el líder Olheiser más de una vez quedó retrasado en el camino pero con la ayuda de sus compañeros finalmente volvía a la cabeza de la carrera. Mientras, el pelotón se dividía en varias fracciones y la cabeza de carrera no estaba formada por más de 20 ciclistas. Finalmente, en un ataque a falta de 25 km, Jorge Soto, Alan Presa, Pablo Pintos y los compañeros del líder Francisco Mancebo y Chad Beyer formaron la fuga final que llegó a Melo. Los 5 arribaron con una diferencia de 24" sobre un grupo de 13 entre los que venía el líder. Soto ganó la etapa y con las bonificaciones quedó como líder, sólo 3" sobre Pintos, 5" Presa, 7" sobre Beyer y 10" sobre Mancebo.
La 3ª y la 4ªa etapa, fueron de transición, donde se permitieron fugas de ciclistas que estaban muy lejos en la clasificación general pero que finalmente fueron absorbidos a poco para la meta. En ellas sobresalió el esprínter argentino del Real Cycling Team, Francisco Chamorro ganando las 2 etapas.
La contrarreloj confirmó las dotes para este tipo de prueba del argentino Matías Médici quién se llevó la etapa. Matías Presa fue la sorpresa poniendo el segundo tiempo por sobre Jorge Soto, mientras que los integrantes del Competitive Cyclist, sin bicicleta para contrarreloj no pudieron estar cerca en los tiempos siendo Mancebo el más cercano a 1' 52" de Médici. A esto se sumó la caída y fractura de clavícula de Olheiser que debió abandonar la carrera. Con su 2º mejor tiempo, Presa se convirtió en nuevo líder, seguido de Soto a 3" y Médici a 15".
La 5.ª etapa, con un fuerte viento casi a favor, se desarrolló a un promedio de casi 53 km/h. El equipo del Porongos dispuesto a recuperar la malla blanca, cerró la escalera apenas se bajó la bandera a cuadros en busca de las bonificaciones de la primera meta intermedia ubicada a los 20 km de carrera. Destrozando al pelotón y sin dar oportunidades a fugas, Soto ganó el sprint intermedio y ganó los 3" de bonificación, empatando en ese momento a Presa en el liderazgo de la general. Sin bajar el ritmo de carrera, se llegó a Durazno, donde nuevamente Soto ganó y bonificó 3" para quedar nuevamente con 3" de ventaja sobre Presa en la general. En la llegada a Trinidad, Soto se ubicó segundo detrás del brasileño Kleber Ramos, sumando 6" más de bonificación, con lo que recuperó la malla y amplio a 9 los segundos de ventaja sobre Presa.
La 6ª y última etapa fue controlada por el equipo Porongos y aunque hubo algunos intentos de fuga por parte de Richard Mascarañas, Pablo Pintos, Francisco Mancebo y más adelante de los ciclistas del Club Amanecer, ninguna llegó a concretarse y en sprint se definió la etapa donde el argentino Cristian Clavero del equipo brasileño Avaí resultó ganador.

## Clasificaciones finales
Las clasificaciones culminaron de la siguiente forma:

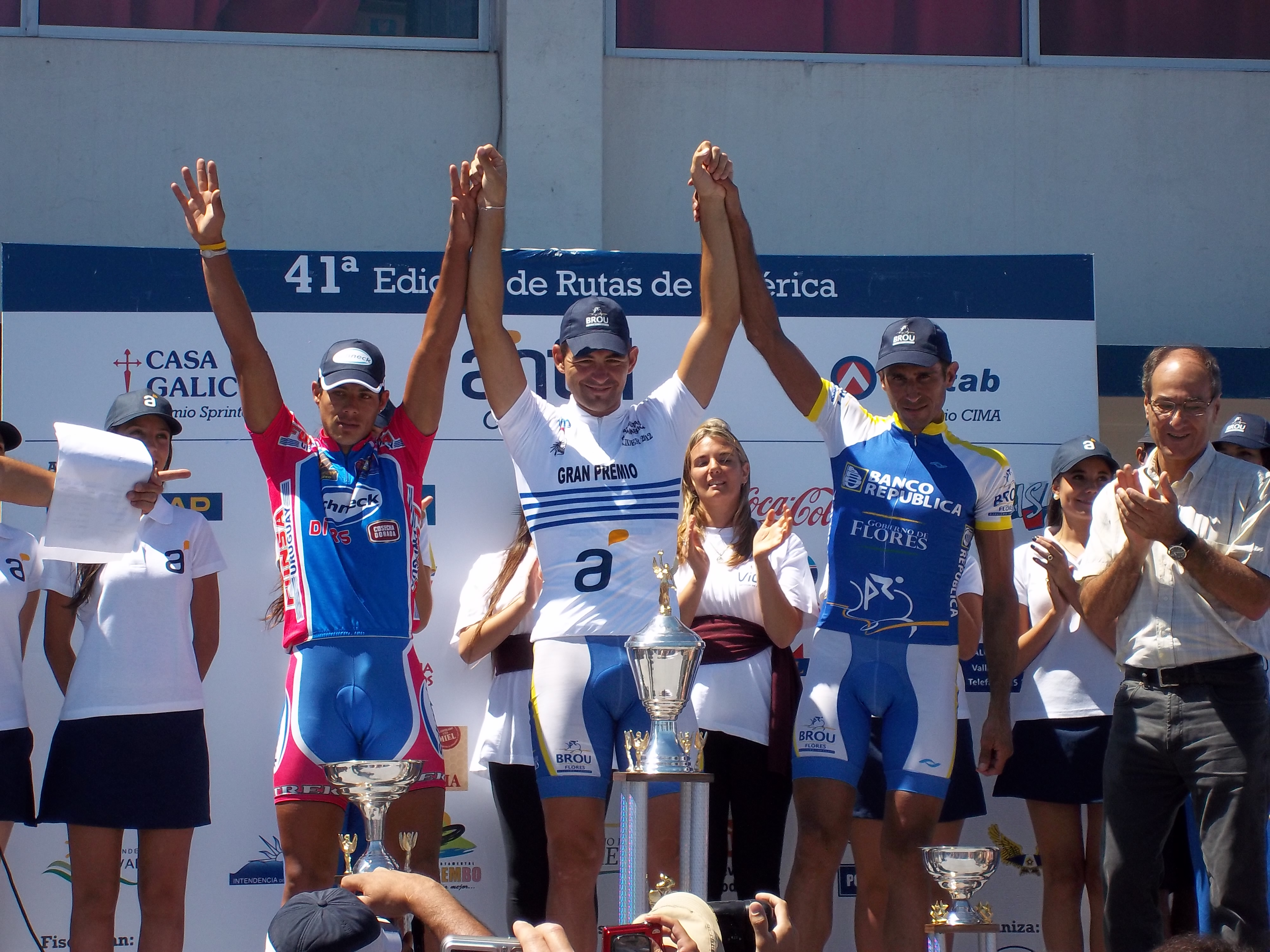
Podio final de Rutas 2012. De izquierda a derecha: Alan Presa, Jorge Soto y Matías Médici

### Clasificación general
| Posición | Ciclista                | Equipo              | Tiempo           |
| -------- | ----------------------- | ------------------- | ---------------- |
|          | Jorge Soto              | Porongos            | 20 h 28 min 18 s |
| 2        | Matías Presa            | Alas Rojas          | a 10 s           |
| 3        | Álvaro Tardáguila       | Amanecer            | a 1 min 16 s     |
| 4        | José Eriberto Rodrígues | Real Cycling Team   | a 1 min 26 s     |
| 5        | Mariano De Fino         | Villa Teresa        | a 1 min 40 s     |
| 6        | Gonzalo Tagliabúe       | Villa Teresa        | a 1 min 44 s     |
| 7        | Francisco Mancebo       | Competitive Cyclist | a 1 min 52 s     |
| 8        | Alex Diniz              | Real Cycling Team   | a 2 min 06 s     |
| 9        | Richard Mascarañas      | Alas Rojas          | a 2 min 14 s     |
| 10       | Ignacio Maldonado       | Porongos            | a 2 min 18 s     |

| 11 | Néstor Pías       | Amanecer                           | a 2 min 20 s  |
| 12 | Tyler Magner      | Selección de Estados Unidos sub-23 | a 2 min 27 s  |
| 13 | Chad Beyer        | Competitive Cyclist                | a 2 min 53 s  |
| 14 | Geovani Fernández | Cerro Largo                        | a 4 min 06 s  |
| 15 | Mateo Sasso       | Villa Teresa                       | a 4 min 09 s  |
| 16 | Gabriel Richard   | Porongos                           | a 4 min 28 s  |
| 17 | Nicolás Palma     | Amanecer                           | a 4 min 52 s  |
| 18 | César Grajales    | Competitive Cyclist                | a 5 min 08 s  |
| 19 | Thiago Nardin     | Real Cycling Team                  | a 8 min 05 s  |
| 20 | Adriano Martins   | Real Cycling Team                  | a 11 min 31 s |

### Clasificación regularidad
| Posición | Ciclista     | Equipo                             | Puntos |
| -------- | ------------ | ---------------------------------- | ------ |
|          | Jorge Soto   | Porongos                           | 44     |
| 2        | Matías Presa | Alas Rojas                         | 36     |
| 3        | Tyler Magner | Selección de Estados Unidos sub-23 | 29     |

### Clasificación esprínter
| Posición | Ciclista          | Equipo       | Puntos |
| -------- | ----------------- | ------------ | ------ |
|          | Álvaro Tardáguila | Amanecer     | 13     |
| 2        | Mateo Sasso       | Villa Teresa | 8      |
| 3        | Rafael Ferrero    | Amanecer     | 5      |

### Clasificación cima
| Posición | Ciclista                | Equipo               | Puntos |
| -------- | ----------------------- | -------------------- | ------ |
|          | Jorge Soto              | Porongos             | 17     |
| 2        | José Eriberto Rodrígues | Real Cycling Team    | 14     |
| 3        | César Berti             | Estudiantes El Colla | 12     |

### Clasificación sub-23

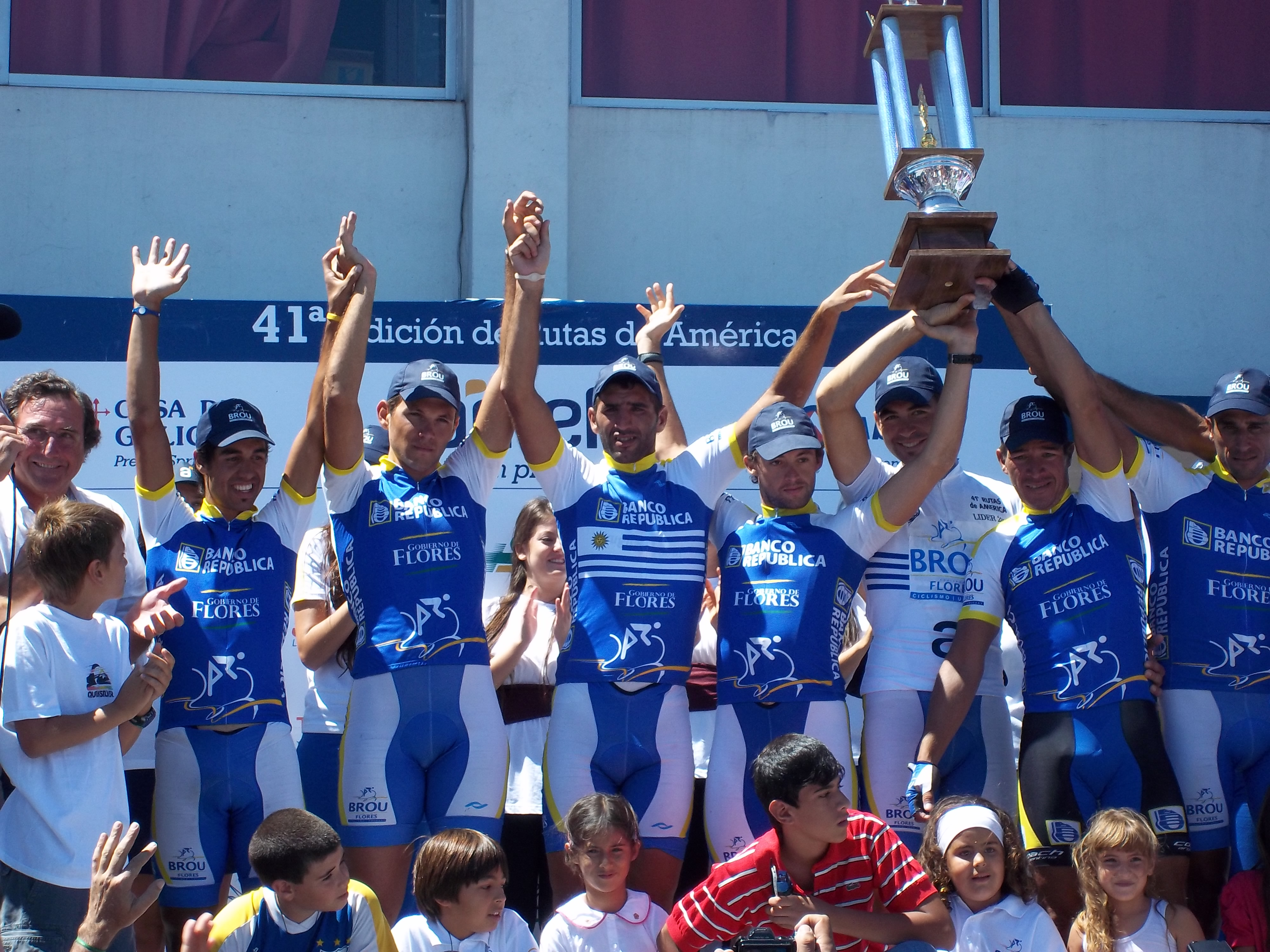
BROU-Flores (Porongos), el equipo vencedor

| Posición | Ciclista          | Equipo                             | Tiempo           |
| -------- | ----------------- | ---------------------------------- | ---------------- |
|          | Matías Presa      | Alas Rojas                         | 20 h 28 min 28 s |
| 2        | Ignacio Maldonado | Porongos                           | a 2 min 06 s     |
| 3        | Tyler Magner      | Selección de Estados Unidos sub-23 | a 2 min 19 s     |

### Clasificación por equipos
| Posición | Equipo              | Tiempo           |
| -------- | ------------------- | ---------------- |
|          | Porongos            | 61 h 27 min 38 s |
| 2        | Villa Teresa        | a 4 min 30 s     |
| 3        | Real Cycling Team   | a 4 min 33 s     |
| 4        | Competitive Cyclist | a 4 min 34 s     |
| 5        | Amanecer            | a 5 min 15 s     |

## UCI America Tour
La carrera al estar integrada al calendario internacional americano 2011-2012 otorgó puntos para dicho campeonato. El baremo de puntuación es el siguiente:
| Posición                    | 1º | 2º | 3º | 4º | 5º | 6º | 7º | 8º |
| Clasificación general final | 40 | 30 | 16 | 12 | 10 | 8  | 6  | 3  |
| Por etapa                   | 8  | 5  | 2  |    |    |    |    |    |
| Líder General por etapa     | 4  |    |    |    |    |    |    |    |

Los 10 ciclistas que obtuvieron más puntaje fueron los siguientes:
| Ciclista                | Equipo              | Puntos por la clasificación final | Puntos de etapa | Puntos de líder | Total |
| ----------------------- | ------------------- | --------------------------------- | --------------- | --------------- | ----- |
| Jorge Soto**            | Porongos            | 40                                | 15              | 16              | 71    |
| Matías Presa**          | Alas Rojas          | 30                                | 8               | 4               | 42    |
| Francisco Chamorro      | Real Cycling Team   | -                                 | 16              | -               | 16    |
| Álvaro Tardáguila**     | Amanecer            | 16                                | -               | -               | 16    |
| Mike Olheiser           | Competitive Cyclist | -                                 | 8               | 4               | 12    |
| José Eriberto Rodrígues | Real Cycling Team   | 12                                | -               | -               | 12    |
| Mariano De Fino**       | Villa Teresa        | 10                                | -               | -               | 10    |
| Cristian Clavero**      | Avaí                | -                                 | 8               | -               | 8     |
| Kléber Ramos            | Real Cycling Team   | -                                 | 8               | -               | 8     |

- ** Sus puntos no van a la clasificación por equipos del UCI América Tour. Sólo van a la clasificación individual y por países, ya que los equipos a los que pertenecen no son profesionales.